# Steve Smith (atlet)
Steve Smith (* 29. března 1973, Liverpool) je bývalý anglický sportovec, který se věnoval atletice. Na letních olympijských hrách 1996 v Atlantě získal bronzovou medaili ve skoku do výšky. Je spoludržitelem juniorského rekordu a držitelem britských rekordů.
V roce 1991 se stal v Soluni juniorským mistrem Evropy. Rok poté získal zlatou medaili také na mistrovství světa juniorů v jihokorejském Soulu, kde vyhrál výkonem 237 cm. Vyrovnal tím juniorský rekord Srba Dragutina Topiče, který překonal 237 cm na předešlém juniorském šampionátu v bulharském Plovdivu v roce 1990. V roce 1992 reprezentoval na letních hrách v Barceloně, kde skončil ve finále dvanáctý. První medaili mezi dospělými získal na halovém mistrovství světa 1993 v Torontu, kde skončil třetí. V témže roce vybojoval bronzovou medaili také na mistrovství světa ve Stuttgartu výkonem 237 cm.
Stříbrnou medaili společně s Polákem Arturem Partykou získal na evropském šampionátu 1994 v Helsinkách. Ve stejném roce skončil druhý také na pátém ročníku her Commonwealthu v kanadské městě Victoria. V roce 1995 se umístil společně s Norem Steinerem Hoenem na čtvrtém místě na mistrovství světa v Göteborgu. Smolný rok zažil v roce 1999, když ve finále halového MS v Maebaši i mistrovství světa v Seville skončil ve finále bez platného pokusu. Atletickou kariéru ukončil předčasně v roce 1999, kdy si na konci sezóny přetrhl achillovu šlachu.

## Osobní rekordy
- hala – 238 cm – 4. února 1994, Wuppertal (NR)
- venku – 237 cm – 20. září 1992, Soul (NR)